# К чортям собачьим
«К чортям собачьим» — второй студийный альбом музыкального коллектива «Н. О. М.» (Неформальное Объединение Молодежи), записанный в ноябре 1990 года на студии ЛДМ (Ленинградского Дворца Молодежи).

## Список композиций
1. Случай в пионэрской комнате (А. Кагадеев/НОМ)
2. Одлопез II (А. Кагадеев/НОМ)
3. Подражание Конфуцию (А. Кагадеев, музыка композиторов КНДР)
4. Баллада о летчике Камыщине (С. Кагадеев, А. Кагадеев/НОМ)
5. Турист (А. Кагадеев/НОМ)
6. Samba Hopkins (Д. Тихонов, А.Кагадеев/НОМ)
7. Ярмарка часть 1 (Д. Чернышов/НОМ)
8. Ярмарка часть 2 (С. Бутузов, музыка народная)
9. Хор затейников из кондукторского резерва (А. Платонов/НОМ)
10. Свинух (А. Кагадеев/НОМ)
11. Рыбак и гроза (Д. Чернышов/НОМ)

## В записи приняли участие
- А. Кагадеев — бас-гитара, вокал (1, 6)
- С. Кагадеев — вокал
- В. Постниченко — барабаны
- Ю. Салтыков — перкуссия, вокал (1, 6)
- Д.Тихонов — синтезаторы, вокал, аккордеон (2), гармоника (8)

В записи так же участвовали:
- А. Рахов — гитара (2, 4), саксофон (4, 6)
- Е. Черкашина — вокал (11)
- А. Демидов — акустическая гитара (1)
- Д. Чернышов — декламация (11)

## Издания
- 1993 — НОМ при содействии ФГ «ФИЛИ» (LP).
- 1996 — Solyd Records (СD, Компакт-кассета).